# Le Destin de Lakshmi
 (mai 2024).
La mise en forme du texte ne suit pas les recommandations de Wikipédia : il faut le « wikifier ».
Les points d'amélioration suivants sont les cas les plus fréquents :
- Les titres sont pré-formatés par le logiciel. Ils ne sont ni en capitales, ni en gras.
- Le texte ne doit pas être écrit en capitales (les noms de famille non plus), ni en gras, ni en italique, ni en « petit »…
- Le gras n'est utilisé que pour surligner le titre de l'article dans l'introduction, une seule fois.
- L'italique est rarement utilisé : mots en langue étrangère, titres d'œuvres, noms de bateaux, etc.
- Les citations ne sont pas en italique mais en corps de texte normal. Elles sont entourées par des guillemets français : « et ».
- Les listes à puces sont à éviter, des paragraphes rédigés étant largement préférés. Les tableaux sont à réserver à la présentation de données structurées (résultats, etc.).
- Les appels de note de bas de page (petits chiffres en exposant, introduits par l'outil «  Source ») sont à placer entre la fin de phrase et le point final[comme ça].
- Les liens internes (vers d'autres articles de Wikipédia) sont à choisir avec parcimonie. Créez des liens vers des articles approfondissant le sujet. Les termes génériques sans rapport avec le sujet sont à éviter, ainsi que les répétitions de liens vers un même terme.
- Les liens externes sont à placer uniquement dans une section « Liens externes », à la fin de l'article. Ces liens sont à choisir avec parcimonie suivant les règles définies. Si un lien sert de source à l'article, son insertion dans le texte est à faire par les notes de bas de page.
- La présentation des références doit suivre les conventions bibliographiques. Il est recommandé d'utiliser les modèles {{Ouvrage}}, {{Chapitre}}, {{Article}}, {{Lien web}} et/ou {{Bibliographie}}. Le mode d'édition visuel peut mettre en forme automatiquement les références.
- Insérer une infobox (cadre d'informations à droite) n'est pas obligatoire pour parachever la mise en page.

Pour une aide détaillée, merci de consulter Aide:Wikification.
Si vous pensez que ces points ont été résolus, vous pouvez retirer ce bandeau et améliorer la mise en forme d'un autre article.
Le Destin de Lakshmi (Bhagya Lakshmi, भाग्य लक्ष्मी) est une série télévisée indienne de 22 minutes, second spin-off du drama populaire Les Changements du destin. Créée par Ekta Kapoor, elle est diffusée à partir du 3 août 2021 sur Zee TV. Elle est inédite en pays francophones.

## Synopsis
A Gurdaspur, un village fictif du Pendjab, vit la très modeste famille Bajwa. L'aînée, Lakshmi, est une fille vertueuse et serviable qui ne craint pas de mettre la main à la pâte. Très naïve au départ, elle découvre les réalités de la vie quand, à la suite de la mort de leurs parents, ses sœurs et elles sont envoyés par leur méchante tante Rano à Mumbai, où sont censés avoir lieu le mariage arrangé entre Lakshmi et un parfait étranger, Rishi Oberoi. Il s'avère bientôt que celui-ci subit la même pression et contrainte de cette nouvelle relation, alors que ses parents superstitieux lui imposent une vie conjugale pour lui épargner un mauvais sort prédit par un gourou. C'est entre autres ainsi que le destin de ces deux amants maudits se croisèrent, l'amour en sortira-t-il triomphant ?

## Distribution

### Personnages principaux
- Aishwarya Khare dans le rôle de Lakshmi Bajwa : la fille aînée de Kuljeet et Manoj ; la sœur de Shalu et Bani ; la cousine de Neha ; l'épouse séparée de Rishi ; la mère de Rohan et Parvati (2021-présent)
- Rohit Suchanti dans le rôle de Rishi Oberoi : fils de Neelam et Virendra ; frère de Sonia ; mari séparé de Lakshmi ; mari de Malishka ; cousin d'Ayush, Devika et Ahana ; père de Rohan et Parvati (2021-présent)

### Personnages secondaires
- Aman Gandhi dans le rôle d'Ayushmaan « Ayush » Chopra
- Munira Kudrati dans le rôle de Shalini « Shalu » Bajwa
- Trisha Sarda dans le rôle de Parvati « Paro » Bajwa Oberoi
- Hanish Kaushal / Shreyansh Kaurav dans le rôle de Rohan Oberoi
- Krutika Khire dans le rôle d'Anushka Chopra
- Maera Mishra dans le rôle de Malishka Bedi Oberoi
- Manasi Bhanushali dans le rôle de Bani Bajwa
- Smita Bansal dans le rôle de Neelam Oberoi
- Uday Tikekar dans le rôle de Virendra « Veer » Oberoi
- Neena Cheema dans le rôle de Harleen Oberoi
- Shivani Jha dans le rôle de Sonia Oberoi
- Parul Chaudhary dans le rôle de Karishma Oberoi Chopra
- Aditi Shetty dans le rôle d'Ahana Chopra
- Bebika Dhurve dans le rôle de Devika Oberoi
- Madhu Raja dans le rôle de Daljeet Kaur Arora
- Supriya Shukla dans le rôle de Sarla Arora
- Jasjeet Babbar dans le rôle de Janki

## Liste des épisodes
| Saison | Saison | Épisodes | Inde            | Inde            |
| Saison | Saison | Épisodes | Début de saison | Fin de saison   |
| ------ | ------ | -------- | --------------- | --------------- |
|        | 1      | 850      | 3 Août 2021     | 11 février 2024 |
|        | 2      | 150      | 12 février 2024 | NC              |

## Anecdotes
- La série est un spin-off des Changements du destin.
  - Contrairement à L'œuvre du destin, elle n'a aucun lien avec la série principale.
  - Les personnages des deux émissions ont interagi quelques fois, notamment lors du mariage de Lakshmi.
- Le 12 juillet 2024, la série a totalisé 1000 épisodes.
  - Contrairement aux Changements du destin, aucune célébration n'a été organisée pour commémorer l'événement.